# موش‌های فیوم
موش‌های فیوم (نام علمی: Phiomyidae) نام یک تیره از زیرراسته تشی‌شکلان است.